# Саєнко Володимир Андрійович
Саєнко Володимир Андрійович (30 червня 1941, Товста, Недригайлівський район, Сумська область — 22 січня 2025 Суми) — письменник (автор 10 книг), член Національної спілки журналістів України, член редакційної ради Всеукраїнського журналу «Заповіт батьків» співзасновник Сумського районного Всеукраїнського об'єднання ветеранів, член правління Сумського обласного товариства «Просвіта», наказовий отаман Сумського обласного товариства Соборного козацтва України «Січ» (козацьке звання генерал-хорунжий).

## Життєпис

### Родина
Батько Саєнко Андрій Дмитрович (1912-2000 роки) - головний бухгалтер колгоспу в рідному селі.
Мати Саєнко (Коваленко) Ганна Андріївна (1912 - 1984 роки) -  домогосподарка
Дружина Саєнко (Щербаненко) Ганна Яківна (1945 року  народження) - учитель біології та хімії
Донька Світлана (1966 року народження) - провізор
Син Сергій (1968 року народження) - працівник Сумської обласної державної адміністрації

### Навчання
- Товстянська семирічна школа (1948-1955 роки)

- Маловисторопський сільськогосподарський технікум (1961-1965 роки)

- Харківський сільськогосподарський інститут ім. В.В. Докучаєва (1965-1970 роки)

- Вища партійна школа (1972-1974 роки)

### Робота
1955-1957 роки - на різних сільськогосподарських роботах у селі Товста 
1961 рік - агроном радгоспу Тернівського цукрового комбінату
1965 рік - агроном радгоспу Тернівського  цукрового комбінату
1966 - 1972 рік - Недригайлівський райком партії
-	перший секретар райкому комсомолу 
-	перший секретар виконкому Недригайлівської районної ради депутатів 
1974-1980 роки - заступник голови виконкому Великописарівської райради 
-	секретар Великописарівського райкому партії з питань ідеологічної роботи 
1982-1995 роки - заввідділу Сумського обкому профспілки працівників агропромислового комплексу
1995-2001 роки - керівник служби житлових субсидій Сумської області 
2001 рік - перший заступник начальника головного управління праці й соціального захисту населення Сумської облдержадміністрації 

### Нагороди
Грамота Сумської обласної ради (2009 рік)
Почесна відзнака «За заслуги в громадській діяльності» (2010 рік)
Благословенна грамота Патріарха Київської й всієї Руси-України Філарета (2008 рік, 2011 рік)
Почесна нагорода Національної спілки журналістів України (2011 рік)

### Творчий Доробок
«Хто ми, українці?» (Суми, 2011)
«Ми, українці, козацького роду» (Суми, 2013)
«Понад 1000 корисних порад для здоров'я і довголіття» (Суми, 2015)
«Криниця здоров'я» (Суми, 2018)
«500 афоризмів Володимира Саєнка» (Суми, 2020)
«1000 афоризмів Володимира Саєнко» (Суми, 2021)
«Думки вголос Володимира Саєнка» (Суми,2023)